# Carles Sanllehy i Girona
Carles Sanllehy i Girona (Barcelona, 21 de febrer de 1882 - Barcelona, 16 d'agost de 1973) fou un aristòcrata i historiador català, II marquès de Caldes de Montbui.

## Biografia
Carles Sanllehy va néixer al Palau Marimon de Barcelona, fill de Domènec Joan Sanllehy i Alrich, polític vinculat al Partit Liberal Conservador, i d'Anna Girona i Vidal, filla de Manuel Girona i Agrafel. En morir la seva mare, fou segon marquès de Caldes de Montbui, i més tard, comte consort de Solterra.
El 1936 fou admès a l'Acadèmia de Bones Lletres de Barcelona, de la que en fou president del 1942 al 1954, i fou director de la Caixa d'Estalvis de Barcelona entre 1942 i 1964.

## Obres
- La successió de Carles II (1933)
- El tractat de pau de Castronuovo o Caltabellotta (1936)
- Notas históricas (1941)
- Los descendientes legitimados de Alfonso el Magnánimo en el trono de Nápoles (1951)